# Banda llombarda
Les bandes llombardes són un conjunt d'arcades cegues de mig punt disposades horitzontalment entre la part superior d'uns pilars verticals de nom lesenes. Aquestes arcades i les lesenes, fetes de maons o en pedra, són adossats a la part exterior dels murs i sobresurten lleugerament amb funció únicament decorativa. Es troben en l'arquitectura d'estil romànic d'esglèsies i monestirs medievals.

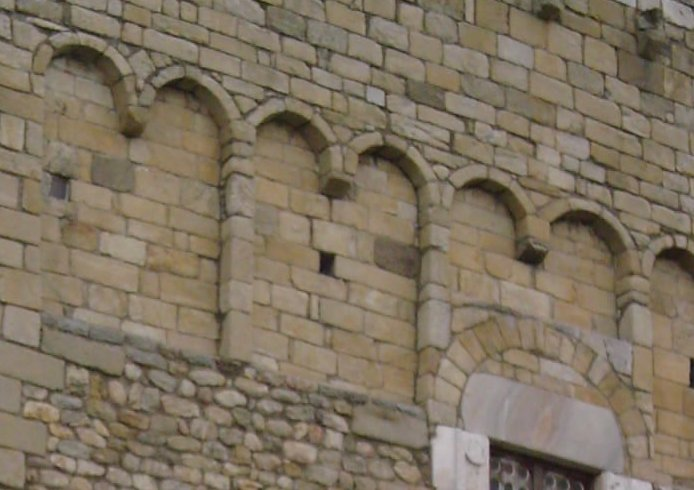
Monestir de Sant Andreu de Sureda, Rosselló (any 800)

Per a Josep Puig i Cadafalch, arquitecte i historiador de l'art, l'inici de l'estil romànic en l'arquitectura se situa al nord de la península italiana, la Llombardia, a l'edat mitjana, als volts de l'any 1000. Des d'aleshores es va estendre pel que avui és la Provença, Catalunya i l'Aragó on es troben les bandes llombardes com a element decoratiu.
Són un element típic de l'estil romànic originari de la Llombardia. Els pilars i arcs cecs es repeteixen a intervals regulars generalment a l'exterior de la capçalera de les esglésies romàniques. En trobem exemples a Sant Vicenç de Cardona (1040) i Santa Maria de Ripoll (1032). L'antiga arquitectura romana va ser la precursora dels frisos arquejats que es poden trobar a l'arquitectura romana d'Orient. Hi ha exemples a les files d'arcs cecs del mausoleu de Gal·la Placídia a Ravenna (nord d'Itàlia).

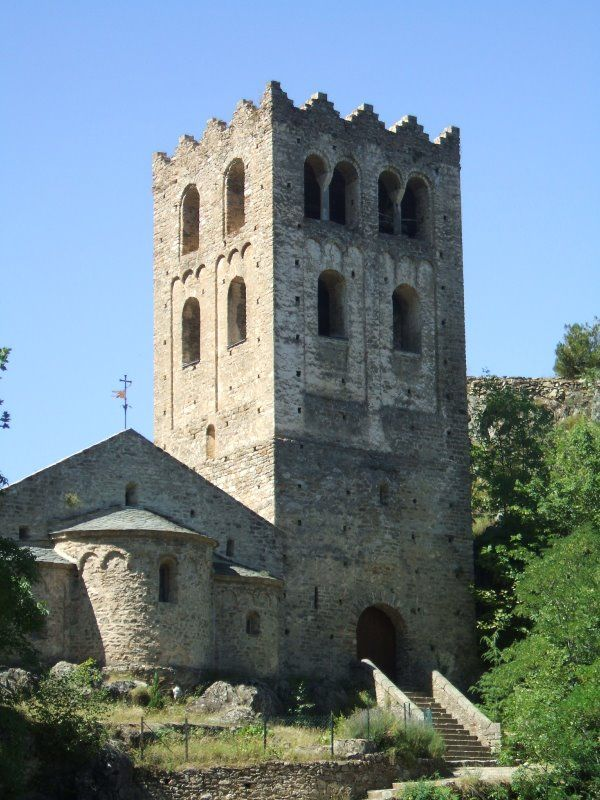
Torre i absis de Sant Martí del Canigó, El Conflent (1010)
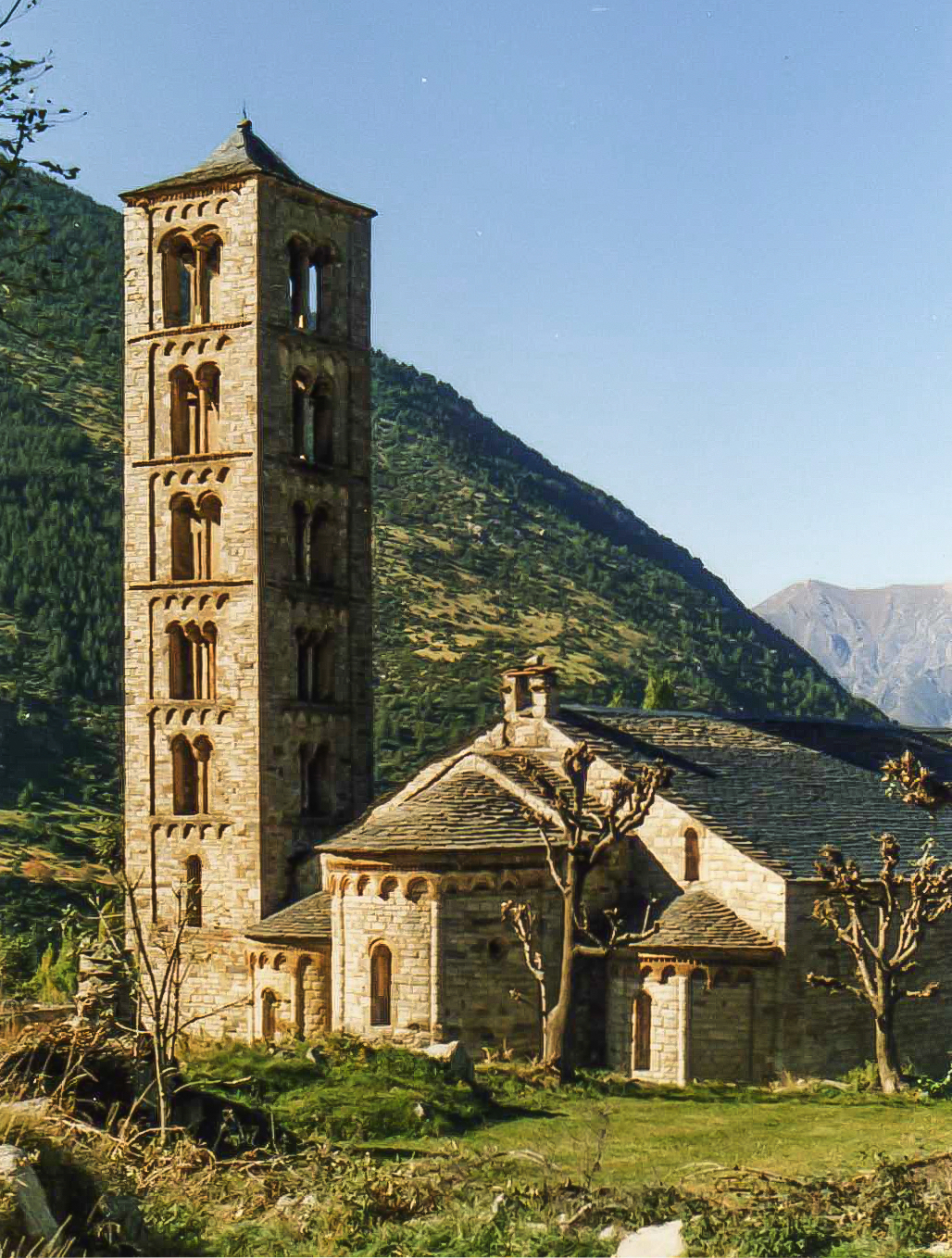
Torre i absis de Sant Climent de Taüll, Alta Ribagorça, Catalunya (1120)
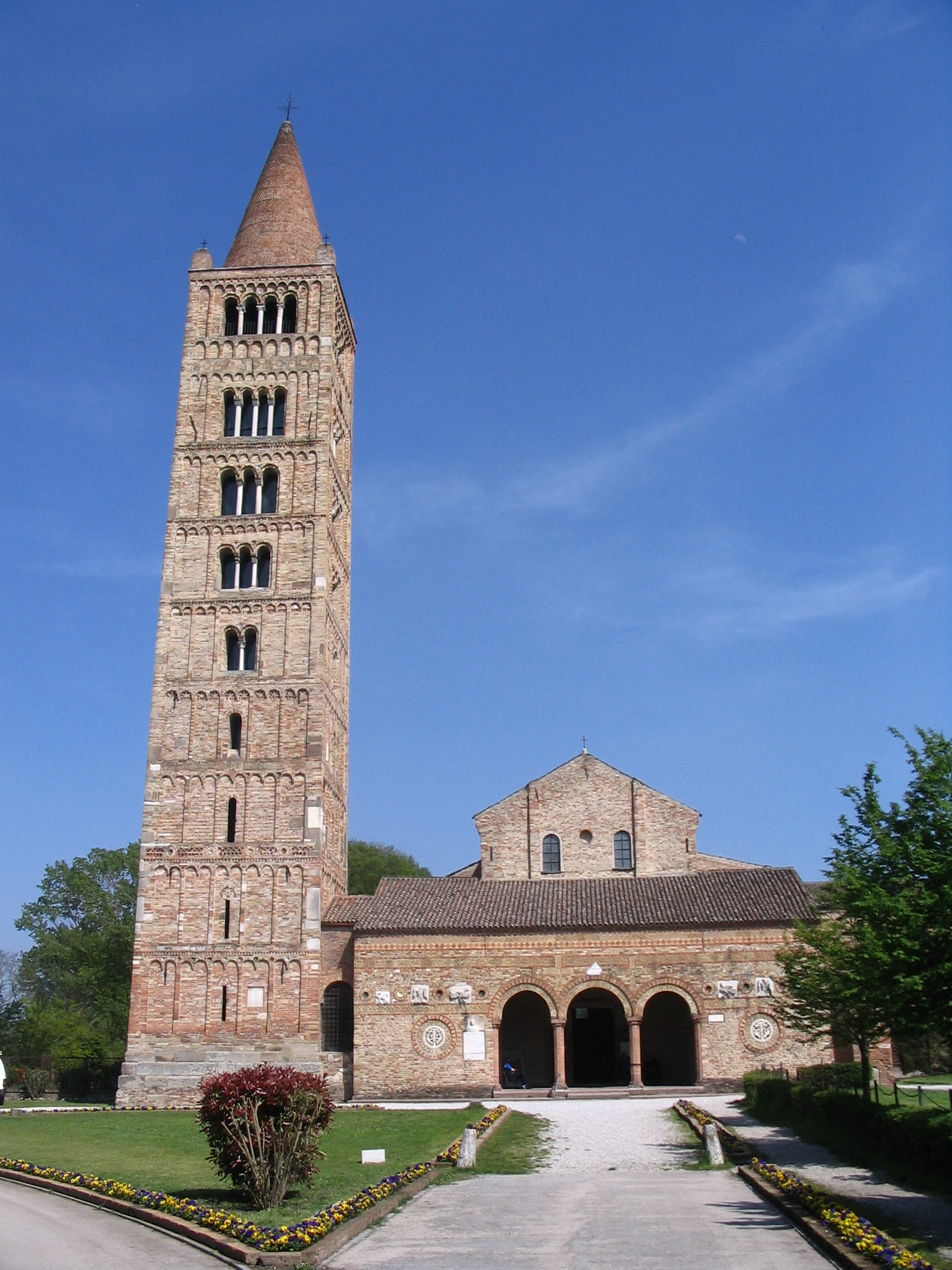
Torre de l'Abadia de Pomposa, Emilia Romagna, Italia (1060)
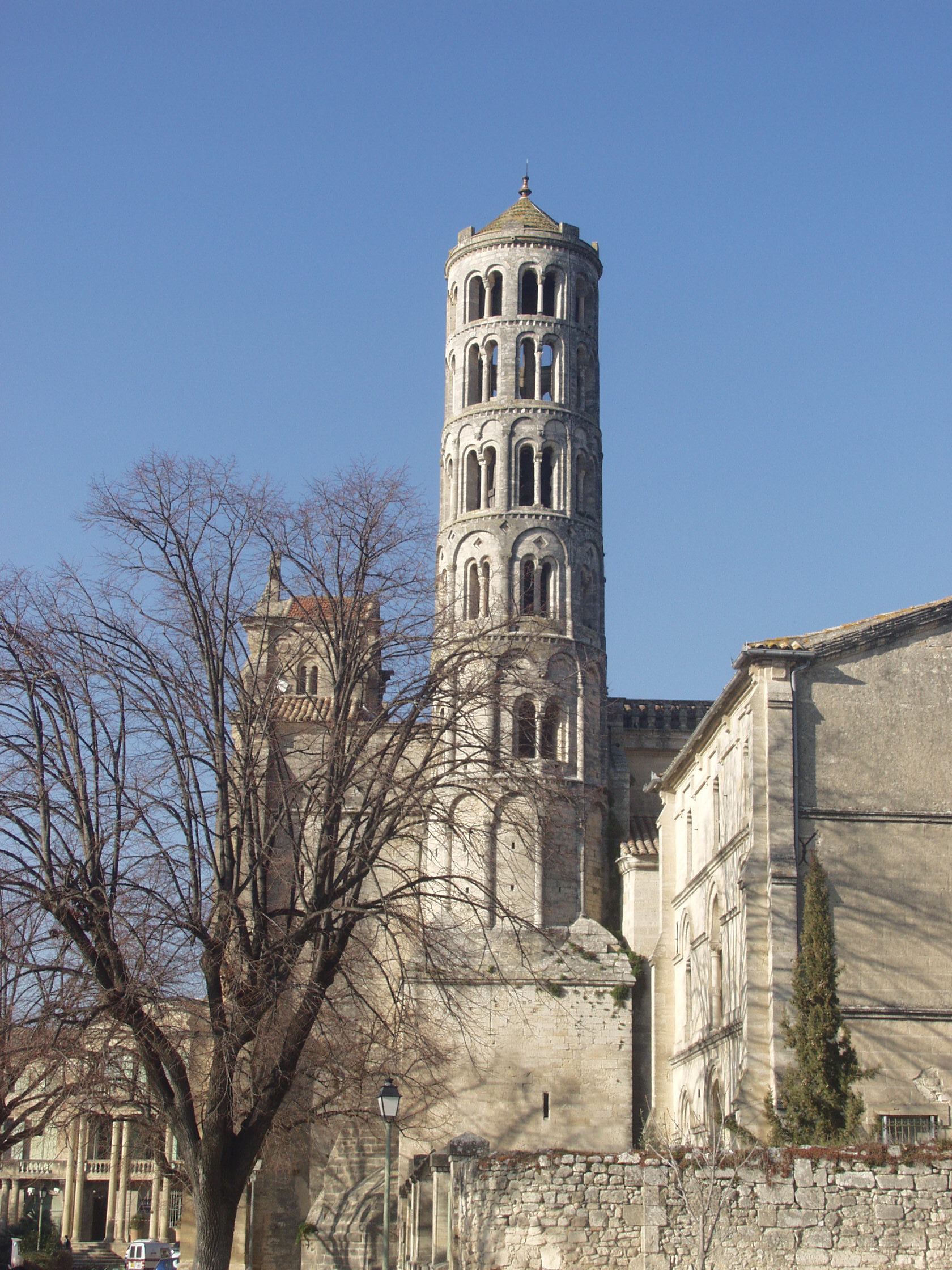
Torre de la Catedral d'Usès, Provença (1100)
Església de Sant Joan de Busa (Ilesia de San Chuan de Busa), Osca, Aragó (1011)
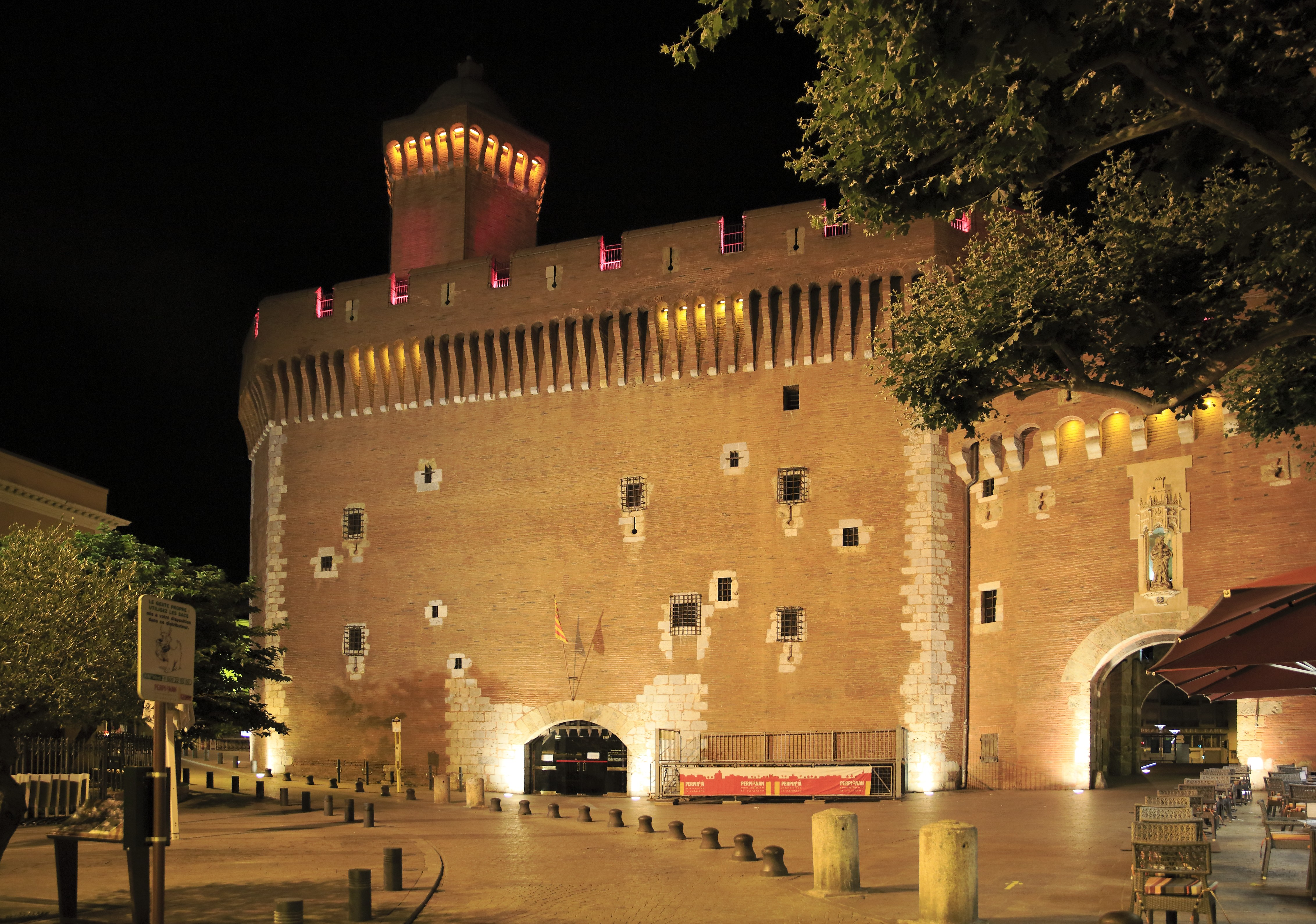
El Castillet a Perpinyà

Els frisos d'arc tenien un paper important en l'arquitectura romànica en millorar l'equilibri de la construcció. A Catalunya es van utilitzar per primera vegada després de la tornada de l'abat Oliba del seu viatge al Vaticà (Itàlia) l'any 1011, on va intercedir davant el papa Sergi IV per millorar els monestirs catalans. Eventualment, també se'n troben a l'arquitectura gòtica i, modernament, en l'estil neoromànic i neogòtic.